# Colin Szuch
Colin Peter Szuch (* 12. Februar 2002 in Evergreen (Colorado)) ist ein US-amerikanischer Triathlet.

## Werdegang
Colin Szuch startet seit 2021 als Profi-Triathlet.
Im Dezember 2021 gewann er auf der Mitteldistanz den Ironman 70.3 Florida.
Im Ironman New Zealand wurde er im März 2024 Fünfter. Den Ironman Germany in Frankfurt am Main musste er im August auf der Laufstrecke abbrechen. Der 22-Jährige wird im August 2024 als Vierter geführt in der Rangliste der Ironman Pro Series – als zweitbester US-Amerikaner hinter dem Führenden Matt Hanson.
Colin Szuch lebt und trainiert im spanischen Girona im Team der Girona Racing Academy.

## Sportliche Erfolge
| Datum/Jahr    | Rang | Wettbewerb                          | Austragungsort | Zeit     | Bemerkung                          |
| ------------- | ---- | ----------------------------------- | -------------- | -------- | ---------------------------------- |
| 17. Feb. 2024 | 5    | Challenge Wanaka Half               | Wanaka         | 04:12:31 | [ 3 ]                              |
| 2. Juli 2023  | 5    | Challenge Walchsee-Kaiserwinkl      | Walchsee       | 03:48:44 | hinter dem Deutschen Frederic Funk |
| 12. Dez. 2021 | 1    | Ironman 70.3 Florida                | Haines City    | 04:12:00 |                                    |
| 5. Dez. 2021  | 27   | Ironman 70.3 Indian Wells-La Quinta | Indian Wells   | 03:38:41 | erster Start als Profi-Athlet      |

| Datum/Jahr    | Rang | Wettbewerb           | Austragungsort    | Zeit     | Bemerkung                                                                                    |
| ------------- | ---- | -------------------- | ----------------- | -------- | -------------------------------------------------------------------------------------------- |
| 18. Aug. 2024 | DNF  | Ironman Germany      | Frankfurt am Main | –        | Ironman European Championship; Raddistanz 177 km; Rennabbruch nach 20 km auf der Laufstrecke |
| 21. Juli 2024 | 10   | Ironman USA          | Lake Placid       | 08:21:25 |                                                                                              |
| 8. Juni 2024  | 5    | Ironman 70.3 Boulder | Boulder           |          |                                                                                              |
| 2. März 2024  | 5    | Ironman New Zealand  | Taupō             | 08:18:40 | [ 4 ]                                                                                        |

(DNF – Did Not Finish)